# BH Telecom Indoors 2008
Il BH Telecom Indoors 2008 è stato un torneo di tennis facente parte della categoria ATP Challenger Series nell'ambito dell'ATP Challenger Series 2008. Il torneo si è giocato a Sarajevo in Bosnia ed Erzegovina dal 17 al 23 marzo 2008 su campi in cemento indoor e aveva un montepremi di $30 000+H.

## Vincitori

### Singolare
Andreas Beck ha battuto in finale  Alexander Peya con il punteggio di 6–3 7–6(8)

### Doppio
Johan Brunström /  Frederik Nielsen hanno battuto in finale  Alexander Peya /  Lovro Zovko con il punteggio di 6–4, 7–6(4)